# 鷹俠 (漫畫)
鷹俠（英語：Hawkman）是名DC漫畫旗下的虛構超级英雄，已有五名角色使用過該名號。鷹俠最初由作家加德纳·福克斯和藝術家丹尼斯·內維爾所創作，首次登場於全美出版社發行的《閃電俠漫畫》#1（1940年1月）。
歷代鷹俠皆有著某些共同的特徵，包括古老的武器和大型的人造羽翼，該羽翼能透過連接的N金屬（Nth metal）來使人飛行。鷹俠還有名叫鷹女和鷹女俠作為其配偶或戀人。
最常出現的鷹俠為人類考古學家卡特·哈爾，即古埃及王子胡夫（Khufu）的現代轉世，以及塔那加行星的外星警官卡塔爾·霍爾。在DC漫畫1985年系列《無限地球危機》之後的數年中，由於一系列作品的重新構思，而讓該角常被認為是DC中最令人困惑的背景故事之一。一些作家試圖將卡塔爾·霍爾和卡特·哈爾整合到一個故事中，方法是將塔納加人與埃及的詛咒聯繫起來，使鷹俠成為在整個人類歷史上定期的輪迴化身；或使用「卡特·哈爾」當作卡塔爾·霍爾的別名，以及用其他方式來將卡特和卡塔爾兩角的合併。

## 迴響
鷹俠被《Wizard》雜誌評為史上第118大漫畫人物。IGN網站也將該角評為史上第56大漫畫英雄；該網站指出鷹俠最佳的地方是他令人難以置信的易怒脾氣，且還將他描述為一個完整而徹底的狠角色。

## 其他媒體

### 電影
- DC擴展宇宙：由艾迪士·荷治飾演初代鷹俠卡特·霍爾。
  - 《黑亞當》（2022年）

### 電視劇
- 綠箭宇宙系列影集：由福克·漢斯契飾演初代鷹俠卡特·霍爾[4][5][6]。
  - 《閃電俠》（2014年）
  - 《綠箭俠》（2016年）

## 外部連結
- History of Hawkman（页面存档备份，存于） on Sequart
- Everything You Never Wanted To Know About Hawkman
- Hawkman Timeline（页面存档备份，存于）
- Hawkfan（页面存档备份，存于） – A fansite dedicated to Hawkman and Hawkgirl. Not to be confused with the Hawkwind fanzine.
- Hawkworld: Still Goin' Strong!
- Comics 101 – Hawkman: Winging It PART I, PART II, and PART III